# Małoje Ławrowo
Małoje Ławrowo (ros. Малое Лаврово) – wieś (sieło) w Rosji, w obwodzie tambowskim, w rejonie miczurińskim. W 2010 liczyła 190 mieszkańców.